# 1530년

## 연호
- 명(明) 가정(嘉靖) 9년
- 일본(日本) 교로쿠(享禄) 3년
- 막 왕조(莫朝) 다이찐(大正) 원년

## 기년
- 류큐(琉球) 쇼세이왕(尚清王) 4년
- 명(明) 세종 가정제(世宗 嘉靖帝) 9년
- 조선(朝鮮) 중종(中宗) 25년
- 막 왕조(莫朝) 태종(太宗) 원년

## 사건
- 2월 24일 - 교황 클레멘스 7세가 카를 5세의 황제 대관식을 볼로냐에서 거행함.

## 탄생
- 1월 31일 - 일본 센고쿠 시대의 장수 오토모 소린. (~1587년)
- 2월 18일 - 일본 센고쿠 시대의 장수 우에스기 겐신. (~1578년)
- 4월 2일 - 조선의 왕족 덕흥대원군. (~1559년)
- 8월 25일 - 차르(tsar)라는 명칭을 최초로 사용한 러시아의 황제 이반 4세. (~1584년)
- 9월 30일 - 조선의 최초 부대부인 하동부대부인. (~1567년)

## 사망
- 조선의 제9대 국왕 성종의 계비 정현왕후. (1462년~)